# سنجاب پرنده فوردرمان
سنجاب پرنده فوردرمان (نام علمی: Petinomys vordermanni) نام یک گونه از سرده موش پروازی است.